# Columelle
Pour les articles homonymes, voir Columelle (homonymie).
Lucius Iunius Moderatus Columella dit Columelle est un agronome romain de la première moitié du Ier siècle de notre ère, né en 4 à Gadès (aujourd'hui Cadix), dans la province de Bétique, et mort en 70 à Tarente.

## Biographie
Il vit sous le règne des empereurs Tibère, Caligula et Claude Ier. Son oncle paternel, instruit dans les hautes sciences, était un des agriculteurs les plus habiles de la Bétique. Après quelques années passées dans l'armée, où il occupe le poste de tribun en Syrie en 35, il se consacre à l'agriculture. Après avoir observé la Cilicie et la Syrie, il devient possesseur d'une terre dans le canton d'Ardée, à trente kilomètres de Rome. Il prend le temps d'observer les différentes exploitations de la campagne romaine, notamment celle de Sénèque à Nomentum.
C'était un grand propriétaire terrien et il administrait ses biens. Pour se perfectionner, il avait voyagé dans les pays de l'empire romain afin d'en connaître les productions, les méthodes de culture et de s'instruire de tout ce qui concerne l'économie rurale : non seulement en Espagne (sa patrie), mais aussi en Italie, en Asie et en Afrique. Il se fixa ensuite à Rome pour rédiger son œuvre.

## Œuvre agronomique

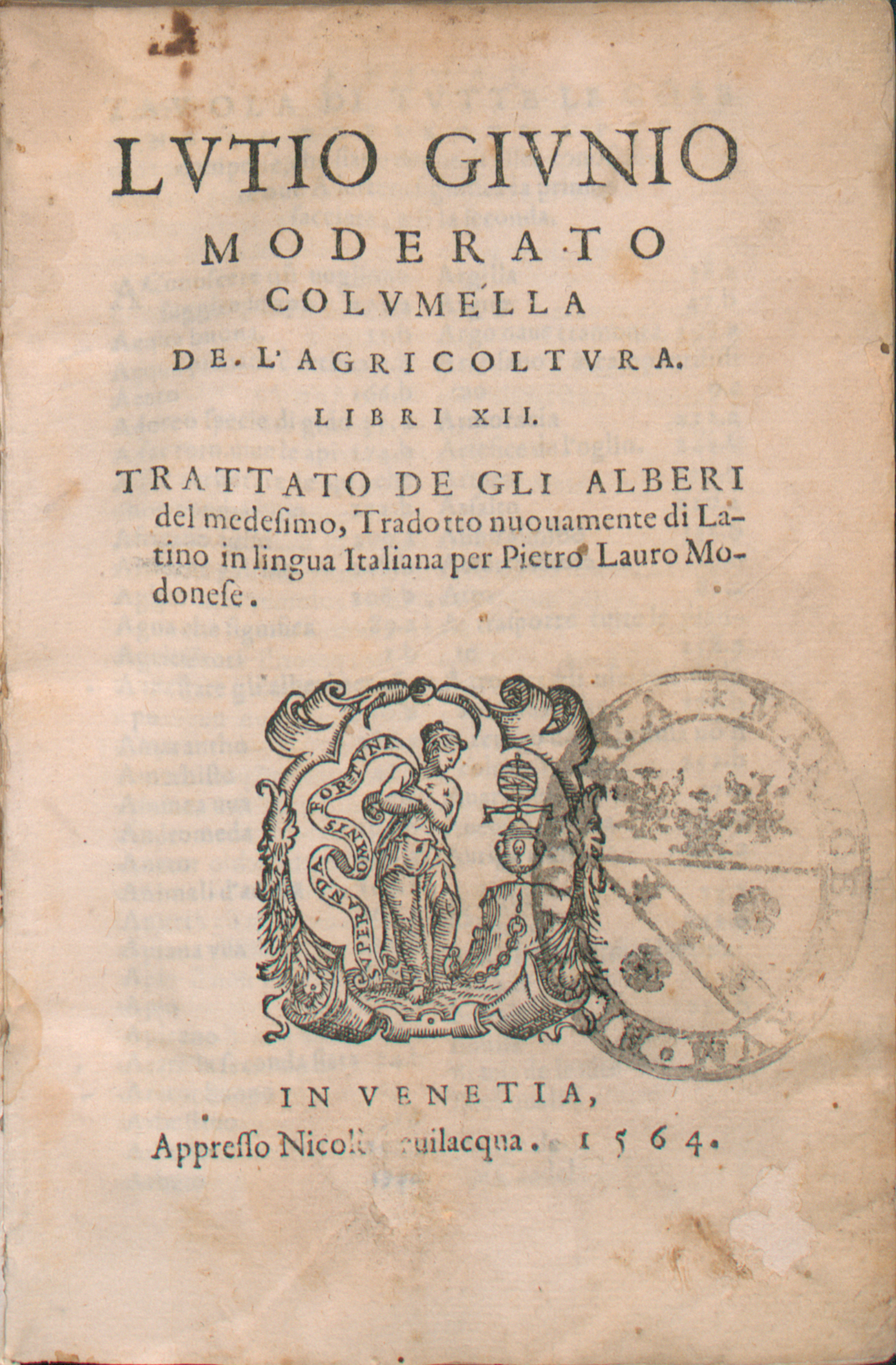
De re rustica, 1564

Le traité De re rustica en douze livres est le seul ouvrage de Columelle qui nous soit parvenu. Son thème principal est l'agriculture et l'exploitation des latifundia au début de l'époque impériale. Avec le De agricultura de Caton l'Ancien, dont il est d'ailleurs partiellement inspiré, cet ouvrage représente la source la plus importante d'information sur l'agriculture romaine.
Le premier livre traite de l'utilité et de l'agrément de l'économie rurale ; le second, des champs, de la manière de les ensemencer, et de la moisson ; le troisième, des vignes et des vergers ; le quatrième de la culture des vignobles ; le cinquième de la culture des arbres et de la manière de mesurer le temps ; le sixième, du gros bétail (bovins, chevaux, ânes et mulets) et de ses maladies ; le septième, du petit bétail et des chiens ; le huitième, de la basse-cour ; le neuvième, de l'apiculture ; le dixième, écrit en hexamètres, des jardins ; le onzième, des devoirs du fermier ; le douzième, d'instructions et de recettes nécessaires à ceux qui s'occupent d'économie rurale.
Dans les premières éditions, le traité sur les arbres (De arboribus) – qui s'inspire largement du livre V et n'a peut-être pas été rédigé par Columelle – est donné comme le treizième livre de la Res rustica ; il a grandement servi aux critiques pour corriger le texte du livre 5 là où celui-ci est altéré.
Columelle a été utilisé par les auteurs latins postérieurs qui ont abordé les mêmes sujets : Pline l'Ancien, Quintus Gargilius Martialis, Pelagonius, Végèce et surtout Palladius. Il était encore connu à l'époque de Cassiodore et d'Isidore de Séville. Toutefois, au cours du Moyen Âge, il est tombé dans un oubli presque complet, victime de la concurrence du traité de Palladius, à la fois plus court et d'usage plus commode (il a la forme d'un calendrier agricole).
Traductions françaises :
- par Claude Cottereau, Paris, 1552 ;
- par Charles-François Saboureux de la Bonneterie, 1771 (traduction reprise avec quelques corrections dans la collection Nisard, Paris, Dubochet, 1844) ;
- par Louis Du Bois, Paris, Panckoucke, 1846.

De leur côté, la firme Les Belles Lettres a entrepris la publication d'une édition critique avec traduction française et commentaire. Ont paru jusqu'ici les livres III (1993) et IX (2001), par Jean Christian Dumont ; X (1969), par Eugène de Saint-Denis ; XII (1988), par Jacques André ; Les Arbres (1986), par Raoul Goujard.
Louis du Bois : « Quant à l'élégance de son style, c'est un mérite de plus, et il ne faut pas le dédaigner, quoiqu'il ne soit que secondaire dans les écrits sur les arts. En effet, il ne suffit pas de dire de bonnes choses, il faut les présenter avec la parure qui leur convient : un livre bien écrit, c'est-à-dire élégant, correct, précis et clair, employant toujours le mot propre, rend l'instruction plus accessible en donnant à la mémoire plus de moyens de retenir ce qui la frappe, et à l'intelligence plus de facilité pour apprécier ce qu'on lui enseigne. Au reste, à une époque où l'on parlait si bien, comment un homme supérieur n'aurait-il pas bien écrit, et comment eût-il résisté à la tentation d'écrire en vers la culture des jardins, ce sujet si poétique que Virgile regrettait de ne pas traiter, Virgile, le plus grand poète des Romains, et dont Columelle cite si fréquemment les beaux vers et les bons préceptes, appréciant ainsi le savant agronome dans le versificateur harmonieux, et sachant bien que la maxime en vers éclaire plus l'esprit et se grave mieux dans la mémoire que l'aphorisme auquel la prose sert d'introductrice. »